# 율리야 티모셴코 블록

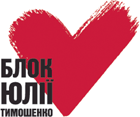

율리야 티모셴코 블록(우크라이나어: Блок Юлії Тимошенко)은 개혁적인 진보와 자유주의 세력을 아우르던 우크라이나의 정당 연합이다. 진한 빨강색이 상징색이며, 사랑을 상징하는 심장 마크가 이 정파의 상징이다.

## 역사
2001년 2월 9일에 창설되었다. 2004년 우크라이나에서 일어난 오렌지 혁명에서 빅토르 유셴코를 지지하였고, 유셴코의 선거 승리 직후인 2005년부터 2006년 총선 직후까지 집권 세력이었다. 그러나 총선 이후에 내각 구성 시한의 바로 직전에 타결된 우리 우크라이나-우크라이나 지역당간의 대연정 수립 이후에는 범야권의 진보적 민주 세력을 이끌었다.

### 역대 선거결과
- 2002년 국회의원 총선-7.2%, 21석(4위)
- 2006년 국회의원 총선-22.29%, 129석(2위)
- 2007년 국회의원 총선-30.71%, 156석 (2위)

## 주요 연립정당
2007년 5월 기준, 이 정당은 2개 정당의 선거연합체이다.
- 우크라이나 조국당 (Bat'kivshchyna Partiya)
- 우크라이나 사회민주당 (Ukrajins’ka Social-Demokratyčna Partija)

## 같이 보기
- 카리스마적 권위